# Підхоз ПЧ-45
Підхо́з ПЧ-45 (каз. ПЧ-45 қосшар) — село у складі Коксуського району Жетисуської області Казахстану. Входить до складу Айнабулацького сільського округу.
У радянські часи село називалось Совхоз № 4 Доруса або Совхоз № 4 Дорурса.
Населення — 272 особи (2021; 293 у 2009, 387 у 1999, 530 у 1989).